# Can Furriol
Can Furriol és una masia de Sant Feliu de Llobregat (Baix Llobregat) protegida com a Bé Cultural d'Interès Local.

## Descripció
Masia envoltada per una tanca que forma un pati orientat al sud-oest, de construcció i materials senzills i representativa d'aquest tipus d'arquitectura tradicional. Presenta una planta rectangular i coberta a dues aigües. Es compon per l'annexió de diversos cossos volumètrics que presenten diverses alçades. Destaca del buc d'habitatge, la porta adovellada en arc de mig punt i tres finestres quadrangulars amb llinda, brancals i ampit de pedra.
Al seu voltant es conserven encara restes d'horts i camps, esglaonats aprofitant els pendents del terreny i alguns elements de reg. En els voltants hi ha la font de Can Furriol, amb un petit safareig.
Als anys 90 es van restaurar uns corrals moderns per fer-hi unes aules de natura.